# Pangrapta pratti
Pangrapta pratti là một loài bướm đêm trong họ Erebidae.